# Hepburnův přepis
Hepburnův přepis, případně Hepburnova transkripce (ヘボン式ローマ字 Hepburnem Hebon-shiki Rōmaji, český přepis Hebonšiki rómadži, anglicky Hepburn Romanization System) je systém transkripce japonštiny do latinky (romanizace). Systém poprvé použil americký lékař a křesťanský misionář James Curtis Hepburn ve třetím vydání svého japonsko-anglického slovníku z roku 1886. Pro zápis japonských hlásek využil víceméně očekávané grafiky angličtiny pro konsonanty a pro reprezentaci vokálů využil grafiky italštiny.

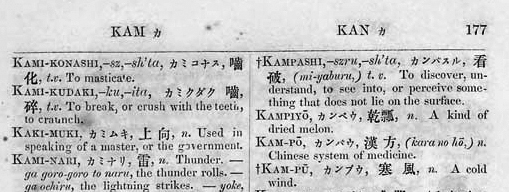
James Curtis Hepburn: A Japanese and English Dictionary (1867)

V průběhu času prošel systém několika změnami, důležité jsou zejména dvě velké revize. V roce 1908 vznikla tzv. hjódžunšiki rómadži (標準式ローマ字, tj. standardní způsob přepisu). V roce 1954 vznikla nová verze označovaná jako tzv. šúsei hebonšiki (修正ヘボン式, tj. revidovaný Hepburnův přepis). Důležitá změna (vedle jiných) v revidovaném Hepburnovi je důsledné přepisování slabičného n (ん) jako n (v tradičním se přepisovala před bilabiálami jako m).
Téměř současně s Hepburnovým přepisem se objevovala v Japonsku snaha nahradit japonské znaky latinkou (nihonšiki a z něho vzešlý kunreišiki). K nahrazení nedošlo, transkripce kunreišiki byla ovšem prohlášena oficiální romanizací japonštiny. I přesto Hepburnův způsob zůstává velmi populární.